# Platyrhacus iquitus
Platyrhacus iquitus är en mångfotingart som först beskrevs av Chamberlin 1941.  Platyrhacus iquitus ingår i släktet Platyrhacus och familjen Platyrhacidae. Inga underarter finns listade i Catalogue of Life.